# Gudim
Gudim es una localidad caboverdiana del municipio de São Domingos.

## Geografía
La localidad está situada en la isla Santiago.

## Organización territorial
La localidad abarca los lugares y barrios de:
- Cruz
- Gudim Abaixo
- Gudim Acima
- Mundo Grande
- Telha